# R-29
R-29 (Kod NATO: SS-N-8 Mod. 1 Sawfly) – radziecki dwustopniowy pocisk balistyczny dalekiego zasięgu SLBM, na paliwo ciekłe. R-29 miał pojedynczą głowicę na odległość 4240 Mm (7800 km). Były to pierwsze radzieckie pociski SLBM, które oprócz głowicy przenosiły także penetration aids. W R-29 wyposażone były  okręty podwodne projektu 701 oraz 667B.